# Édouard Lucas
François Édouard Anatole Lucas (Amiens, 4 de abril de 1842 - París, 3 de octubre de 1891), conocido como Édouard Lucas, fue un reconocido matemático francés. Trabajó en el Observatorio de París, y más tarde fue profesor de matemáticas en la capital del Sena. Se le recuerda, sobre todo, por sus trabajos acerca de la sucesión de Fibonacci, cuya denominación acuñó, y por el test de primalidad que lleva su nombre, pero también porque fue el inventor de algunos juegos recreativos matemáticos muy conocidos, como el de las torres de Hanói.

## Biografía
Danis Édouard Lucas fue educado en la Escuela Normal Superior de Amiens. Posteriormente trabajó con Le Verrier en el observatorio de París. Sirvió como oficial de artillería en el ejército francés durante la guerra de 1870 contra Prusia. Tras la derrota francesa, Lucas volvió a París, donde se dedicó a la enseñanza de las matemáticas en dos institutos parisinos: el Liceo de San Luis y el Liceo Carlomagno.
Lucas murió de una forma un tanto peculiar, víctima de una probable septicemia a consecuencia de un corte en una mejilla sufrido en un banquete, lo que le produjo una inflamación que se complicó con fatales consecuencias.

## Teoría de números

### Números de Fibonacci y Lucas
Posiblemente, Lucas sea principalmente conocido por su estudio de las llamadas sucesiones generalizadas de Fibonacci, que comienzan por dos enteros positivos cualesquiera y a partir de ahí, cada número de la sucesión es suma de los dos precedentes.
La sucesión más sencilla es la conocida como sucesión de Fibonacci, a saber, 1, 1, 2, 3, 5, 8, 13, 21... Durante dicho estudio Édouard Lucas llegó a formular una ecuación para encontrar el enésimo término de la celebérrima serie sin tener que llegar a calcular todos los términos predecesores. Así, según la formulación de Lucas:
{\displaystyle f_{n}={\frac {1}{\sqrt {5}}}\left({\frac {1+{\sqrt {5}}}{2}}\right)^{n}-{\frac {1}{\sqrt {5}}}\left({\frac {1-{\sqrt {5}}}{2}}\right)^{n}}
La inmediatamente más sencilla, 1, 3, 4, 7, 11, 18..., es hoy conocida por sucesión de Lucas.

### Números de Mersenne
Édouard Lucas también realizó un estudio bastante avanzado sobre otros aspectos de la teoría de números y en especial sobre el problema de la primalidad. Descubrió un método para comprobar la primalidad de los números de la forma {\displaystyle 2^{p}-1} donde {\displaystyle p} es primo (conocidos como números de Mersenne). En 1876, con este método, probó que el número {\displaystyle 2^{127}-1} es un número primo (el mayor número primo conocido hasta mediados del siglo XX y el mayor que haya sido calculado sin la ayuda de un ordenador). Su método fue refinado por Derrick Henry Lehmer en 1930 y, hoy día, es la base de una de las pruebas de primalidad clásicas más conocidas.
El test de Lucas-Lehmer sigue la siguiente secuencia de pasos:
Sea {\displaystyle s_{2}=4,s_{3}=14,s_{4}=194,...}
donde {\displaystyle s_{n}} se define con la fórmula recursiva {\displaystyle s_{n}=s_{n-1}^{2}-2}.
Dado un número de Mersenne {\displaystyle M_{p}=2^{p}-1} con {\displaystyle p>2} primo, {\displaystyle M_{p}} es primo si y solo si {\displaystyle s_{p}} es divisible por {\displaystyle M_{p}}.
En realidad, y a pesar de contar con un resultado como el anterior, la proeza de Lucas fue terriblemente difícil ya que el cálculo de la división había de ser monstruoso: {\displaystyle M_{127}} es ya un número muy grande y {\displaystyle s_{127}} es inmenso (del orden de {\displaystyle 10^{37}}). De hecho, Lucas no llegó a calcular realmente {\displaystyle s_{127}}, utilizando ciertos atajos y resultados intermedios para demostrar la divisibilidad de {\displaystyle s_{p}} por {\displaystyle M_{p}}.

## Matemáticas recreativas
Lucas siempre se sintió apasionado por las matemáticas recreativas. Su serie de Récréations mathématiques (publicada entre 1882 y 1894) es hoy día un verdadero clásico para los aficionados.
Resolvió el Problema de los Aros Chinos (también conocido como baguenaudier) descrito por el matemático italiano Cardano en su obra de 1550 De Subtilitate Rerum.
Inventó el problema de las Torres de Hanói. Este último lo comercializó en 1883 bajo el pseudónimo Prof. N. Claus de Siam, mandarín del Colegio de Li-Sou-Stian (dos anagramas de Lucas d'Amiens y Saint Louis respectivamente).

## Eponimia
El asteroide (9349) Lucas fue nombrado así en su memoria.